# 斯屈勒森林国家公园
斯屈勒森林国家公园（瑞典語：Skuleskogens nationalpark）是位於瑞典北部波羅的海海岸的一座國家公園。斯屈勒森林国家公园的面積達30.62（19.03英里）。公園特點是有許多石山。雖然斯屈勒森林国家公园距人口聚居區較遠，但卻是一個熱門的旅遊景點，平均每年有20000人遊客參觀。